# Björn de Vries
Björn de Vries (20 oktober 1999) is een basketbalspeler uit Groningen. Vanaf 2017 speelde hij een jaar in Litouwen.

## Clubs
| Seizoen        | Club              | Competitie       | Competitie | Competitie | Competitie | Competitie |
| Seizoen        | Club              | Competitie       | Wed.       | PPW        | RPW        | APW        |
| -------------- | ----------------- | ---------------- | ---------- | ---------- | ---------- | ---------- |
| 2017/2018      | Tornado KM Kaunas | Regionaal niveau |            |            |            |            |
| 2018/2019      | UCAM Murcia       | Vlag van Spanje  |            |            |            |            |
| 2018/2019      | Aris Leeuwarden   | DBL              | 2          | 0          | 0          | 0          |
| 2019/2020      | Aris Leeuwarden   | DBL              | 23         | 3.3        | 2.8        | 0.7        |
| 2020/2021      | Aris Leeuwarden   | DBL              | 19         | 6.1        | 3.5        | 1.0        |
| 2021/2022      | Melila CB         | LEB Oro          |            |            |            |            |
| Carrièretotaal | Carrièretotaal    | Carrièretotaal   | 44         |            |            |            |